# 龙尼·彼得松
龙尼·彼得松（瑞典語：Ronney Pettersson，1940年4月26日—2022年9月26日），瑞典男子足球运动员，司职守门员，1967年完成国家队首秀。他曾代表瑞典国家队参加1970年国际足联世界杯，结果队伍止步小组赛阶段。